# Jacob Cornelis van Slee
Jacob Cornelis van Slee (Hillegom, 23 settembre 1841 – 21 novembre 1929) è stato un teologo, presbitero e bibliotecario olandese di fede protestante.
Fu autore di un importante studio sulla Congregazione di Windesheim intitolato De kloostervereeniging van Windesheim, pubblicato a Leida nel 1874. Dal 1875 al 1900 redasse numerose schede biografiche di teologi illustri per l{‘}Allgemeine Deutsche Biographie.

## Biografia
Nato il 23 settembre 1841, figlio di Cornelis van Slee e Anna Barbera Geertruida Romeny, studiò teologia all’Athenaeum Illustre di Amsterdam e poi all’Università di Leida. Nel 1868 sposò Elisabeth Kenno e fu nominato ministro di culto a Herwijnen.A tale nomina seguirono degli incarichi a Oostzaan nel 1873, a Drumpt nel 1877 e a Brielle nel 1881. 
Nel 1891 divenne predicatore a Deventer e nel 1892 bibliotecario dell'Athenaeum Illustre di Amsterdam, fondata dalla municipalità nel 1597, sulla base di una precedente collezione medievale. In occasione del terzo centenario dalla nascita dell’istituzione, van Slee pubblicò un catalogo del patrimonio della biblioteca.
Quando nel 1914 si ritirò dall'attività di predicatore, si trasferì a Diepenveen e ricevette un dottorato honoris causa dall'Università di Groninga.
Nel 1917, in occasione del quarto centenario dell'inizio della Riforma protestante, organizzò una grande mostra su Lutero nella biblioteca di Deventer.
Venuta a mancare la moglie nel 1920, trascorse il resto dei suoi giorni a Diepenveen, dove nel '28 si ritirò dall'attività di bibliotecario, si spense il 21 novembre 1929 e fu poi sepolto.

## Opere
- Catalogus Dissertationum et Orationum theologicarum defensarum et habitarum ab Ao. 1650 ad 1850 in academis Neerlandiae, Germaniae, Sueciae, collectarum a Fred. Muller (Amsterdam, 1868)
- De kloostervereeniging van Windesheim, een filiaalstichting van de broeders van het Gemeene leven (Leiden, 1874)
- Een leerjaar der Zondagsschool ten gebruike bij het lager godsdienstonderwijs (Tiel, 1879)
- Het visioen van Broeder Maarten (Tiel, 1880), a Dutch translation of Gaspar Núñez de Arce's La visión de Fray Martín.
- De volksdichter Hans Sachs in betrekking tot de Kerkhervorming der 16de eeuw (Amsterdam, 1879)
- Een gezegend aandenken, het deel van den brave. Leerrede over Spreuken X: 7a bij gelegenheid van het overlijden van D.J.H. van Tusschenbroek, Em. pred. van Rumpt, overl. 7 Mei 1880 (Tiel, 1880)
- 26 Juli 1581 na drie eeuwen herdacht. Leerrede over Ps. LX : 14a. Met God zullen wij kloeke daden doen. Uitgesproken 24 Juli 1881 te Brielle (Brielle, 1881)
- Hermannus Moded (Amsterdam, 1883)
- Catalogus der Handschriften berustende op de Athenaeum-Bibliotheek te Deventer (Deventer, 1892)
- De Rijnsburger Collegianten (Haarlem, 1895)
- Catalogus van de Athenaeum-Bibliotheek te Deventer. 1ste Deel. Werken van Algemeenen aard, Opvoeding en Onderwijs, Wijsbegeerte, Land- en Volkenkunde, Geschiedenis (Deventer, 1896)
- A.A. van Otterloo, Johannes Ruysbroeck, Een bijdrage tot de kennis van den ontwikkelingsgang der Mystiek, edited by J.C. van Slee (The Hague, 1896)
- Diarium Everardi Bronchorstii sive Adversaria omnium quae gesta sunt in Academia Leydensi (1591–1627), edited by J.C. van Slee (The Hague, 1898)
- Catalogus van Geschriften en Boekwerken, voornamelijk betrekking hebbende op de Litteratuur der Nederlandsche Koloniën, afkomstig uit de Bibliotheek van wijlen mr. J.A. Duymaer van Twist, namens hem vermaakt aan de Athenaeum-Bibliotheek te Deventer (Deventer, 1898)
- Catalogus van de Athenaeum-Bibliotheek te Deventer. 2de Deel. Taal- en Letterkunde, Schoone Kunsten, Godsdienstgeschiedenis en Godgeleerdheid (Deventer, 1900)
- Franciscus Martinius, Predikant te Epe 1638–1653. Historische bijdrage tot de kennis van het kerkelijk, maatschappelijk en letterkundig leven in het midden der 17de eeuw (Deventer, 1904)
- Geschiedenis van het Socianisme in de Nederlanden (Haarlem, 1914)
- Adriaan Florisz. v. Utrecht, de eenigste Nederlandsche paus (Amsterdam, 1914)
- De Illustre School te Deventer 1630–1878 met Album Studiosorum (The Hague, 1916)
- Catalogus van de Luthertentoonstelling op 22–25 Oct. 1917 (Deventer, 1917)
- Mededeelingen aangaande 't klooster St. Janscamp buiten Vollenhove (Utrecht, 1904)
- Het Necrologium en Cartularium van het Convent der reguliere Kannunikessen te Diepenveen (Utrecht, 1907)
- Gedachtenisrede uitgrespr. d.J.C. van Slee bij gelegenheid van zijn 40-jarige ambtsvervulling 12 Juni 1908 in de Groote kerk te Deventer (Deventer, 1908)
- Catalogus van de Chineesch-Indische boekverzameling der Athanaeum-Bibliotheek (geschenk van de heer B. Hoetink) 1925 (Deventer, 1927)